# Bresse
Bresse je oblast na východě Francie na rozhraní departementů Ain, Saône-et-Loire a Jura o rozloze okolo 4000 km². Území patřilo Savojskému vévodství do roku 1601, kdy je Lyonským mírem získala Francie. Hlavním městem bylo Bâgé-le-Châtel a později Bourg-en-Bresse. Klima Bresse je mírné a deštivé, krajina je rovinatá, s četnými pastvinami, lesíky a bažinami, míra urbanizace patří k nejnižším ve Francii. Hlavním zdrojem obživy místních obyvatel je živočišná výroba, mezi labužníky jsou pojmem kuře z Bresse a sýr Bresse Bleu. Pro místní vesnice je typické hrázděné zdivo, hovoří se zde bressanským dialektem franko-provensálštiny. Obyvatelům Bresse jejich sousedé přezdívají „ventres jaunes“ (žlutá břicha) podle toho, že základ zdejší stravy tvoří kukuřice.